# Linda B. Buck
Pour les articles homonymes, voir Buck.
Le Dr Linda Brown Buck (29 janvier 1947 à Seattle, État de Washington - ) est une biologiste américaine, médaillée du Prix Nobel de physiologie ou médecine en 2004 et membre de la National Academy of Sciences (États-Unis).

## Biographie
Linda Buck fut diplômée en psychologie et microbiologie à Washington University en 1975, puis obtint un doctorat en immunologie au centre medical de la University of Texas. Elle fut chercheur post-doctoral sous la direction de Richard Axel, avec qui elle obtint plus tard le Prix Nobel de physiologie ou médecine (2004) pour ses travaux sur le système olfactif et les récepteurs olfactifs.
Dans leur article de référence publié en 1991, Buck et Axel ont cloné des récepteurs olfactifs, et montré qu'ils appartenaient à la famille des G protein-coupled receptors. À partir d'analyses de l'ADN du rat, ils ont estimé qu'il existait environ un millier de gènes différents codant les récepteurs olfactifs dans le génome des mammifères. Ces travaux de recherche ont ouvert la porte à d'autres analyses génétiques et moléculaires des mécanismes de l'olfaction.
Les recherches actuelles de Linda Buck concernent d'une part la manière dont les phéromones et les odeurs sont captées dans le nez et interprétées par le cerveau, et d'autre part les mécanismes de vieillissement chez Caenorhabditis elegans, un nématode (ou ver rond) très étudié en neuroscience, puisqu'il est l'un des organismes les plus élémentaires à être doté d'un système nerveux.
En 2010, elle a été obligée de retirer des publications parce qu'elle ne pouvait pas reproduire des résultats clés d’expériences.